# 京阪カインド
京阪カインド株式会社（けいはんカインド）は、京阪沿線を中心にマンション・ビル・商業施設・駐車場管理業、人材派遣業などを営む京阪グループの企業。
京阪ホールディングスの完全子会社。

## 概要
1978年3月、京阪電気鉄道として初めての分譲マンション「ローズマンション藤の森」の管理業務受託を行うために設立された。その後、京阪グループで分譲したマンションの管理業務を受託していくとともに、ビル・商業施設などの清掃・警備業務受託、人材派遣業、住宅展示場などの施設運営などに業態を拡大した。
特に、京阪電気鉄道が開発を進めている京阪東ローズタウンでは、タウン内の分譲マンションの管理業務受託はもちろんのこと、「松井山手総合住宅展示場」やフットサル場「京阪フットサルプレイス」の運営、月極・時間貸駐車場の運営、ロードサイド店舗のサブリース事業、住民コミュニティのサポートシステム「たうんくらぶ」の運営など多くの事業を手がけている。
なお、社名の「カインド」は「Keihan」「Intelligence」「Network」「Development」の頭文字と、「親切」という意味の英語「kind」とを掛けたものである。

## 沿革
- 1978年（昭和53年）3月1日 - 資本金300万円で「京阪ビルサービス」として設立。設立当時の本社は京都市伏見区の「京阪藤の森ビル」3階（現在の京都営業所）にあった。
- 1997年（平成9年）12月18日 - 現社名に変更。
- 1998年（平成10年）7月1日 - 住宅展示場運営業務開始。
- 1999年（平成11年）3月20日 - 京阪東ローズタウン ファインガーデン管理受託開始。
- 2003年（平成15年）3月8日 - くずはタワーシティー管理受託開始。
- 2005年（平成17年）7月23日 - サブリース事業開始。
- 2006年（平成18年）3月17日 - 東京営業所開設
- 2009年（平成21年）9月18日 - 京阪電気鉄道の持つ「ベルファース秋葉原」「インテージ秋葉原」ビル管理受託開始。
- 2011年（平成23年）11月1日 - 株式会社エス・ジェイ・プロパティー・マネージメントより、首都圏に有る分譲マンション49棟2513戸の管理等事業を譲り受け。